# Tatisaurus
Tatisaurus là một chi khủng long, được Simmons mô tả khoa học năm 1965.